# وزير التجارة والصناعة وترويج الاستثمار (سلطنة عمان)
وزارة التجارة والصناعة وترويج الاستثمار بسلطنة عُمان هي الجهة المعنية بتسجيل الشركات والمؤسسات التجارية في السلطنة، والتي أُنشئت بموجب المرسوم السلطاني السامي بتاريخ 17 نوفمبر 1974م وأصبحت تتمتع بالشخصية الاعتبارية وباستقلالها المالي والإداري آنذاك.